# Polen op het Eurovisiesongfestival 2001
Polen nam deel aan het Eurovisiesongfestival 2001 in Kopenhagen, Denemarken. Het was de 7de deelname van het land op het Eurovisiesongfestival. De selectie verliep via een interne selectie. TVP was verantwoordelijk voor de Poolse bijdrage voor de editie van 2001.

## Selectieprocedure
Om de kandidaat te kiezen voor Polen op het festival koos men ervoor om deze intern aan te duiden.
De keuze viel uiteindelijk op de zanger Piasek met het lied 2 Long.

## In Kopenhagen
Op het festival zelf in Denemarken moest Polen aantreden als 18de, net na Slovenië en voor Duitsland.
Op het einde van de puntentelling bleek dat Polen op een 20ste plaats was geëindigd met een totaal van 11 punten.
Door dit resultaat mocht Polen niet deelnemen aan het Eurovisiesongfestival 2002.
België deed niet mee in 2001 en Nederland had geen punten over voor deze inzending.

### Gekregen punten

#### Finale
| 12 punten   | 10 punten | 8 punten   | 7 punten | 6 punten     |
| ----------- | --------- | ---------- | -------- | ------------ |
|             |           |            |          |              |
| 5 punten    | 4 punten  | 3 punten   | 2 punten | 1 punt       |
| - Duitsland |           | - Slovenië | - Zweden | - Denemarken |

### Punten gegeven door Polen

#### Finale
Punten gegeven in de finale:
| 12 punten | Estland             |
| 10 punten | Frankrijk           |
| 8 punten  | Griekenland         |
| 7 punten  | Denemarken          |
| 6 punten  | Slovenië            |
| 5 punten  | Zweden              |
| 4 punten  | Duitsland           |
| 3 punten  | Malta               |
| 2 punten  | Verenigd Koninkrijk |
| 1 punt    | Spanje              |

1994 · 1995 · 1996 · 1997 · 1998 · 1999 · 2000 · 2001 · 2002 · 2003 · 2004 · 2005 · 2006 · 2007 · 2008 · 2009 · 2010 · 2011 · 2012-2013 · 2014 · 2015 · 2016 · 2017 · 2018 · 2019 · 2020 · 2021 · 2022 · 2023 · 2024 · 2025